# Stiko Per Larsson
Stiko Per Erik Larsson (Leksands församling, 20 novembre 1978) è un cantante svedese.

## Biografia
Stiko Per Larsson ha fatto il suo debutto discografico con l'album in studio Flyktsagor, progetto con cui ha fatto l'ingresso al 41º posto nella Sverigetopplistan.
Kap farväl (2009) ha esordito al 30º posto della classifica svedese, mentre Varken stjärna eller frälst (2011) ha conquistato la 18ª posizione. Järnbärarland (2013) si è fermato al 21º posto della graduatoria nazionale.
Ha in seguito cercato di rappresentare la Svezia all'Eurovision Song Contest, partecipando al Melodifestivalen con l'inedito Titta vi flyger. Fri fågel (2021) è divenuto il suo quinto ingresso nella Sverigetopplistan.

## Discografia

### Album in studio
- 2008 – Flyktsagor
- 2009 – Kap farväl
- 2011 – Varken stjärna eller frälst
- 2013 – Järnbärarland
- 2015 – ...Har en grej på gång
- 2018 – Titta vi flyger
- 2021 – Fri fågel
- 2023 – Kantbollar och ufon

### EP
- 2014 – Bröder - Bara framåt vi kan gå EP

### Singoli
- 2011 – Oxens år
- 2011 – Sånger vid årets slut
- 2013 – Zombien föds
- 2013 – Inga vägar
- 2014 – Kom igen land
- 2015 – Gå själv
- 2015 – Alexandria
- 2015 – Sikta högre
- 2016 – Í kulturens tjänst
- 2016 – Dansa (kärleken är fri)
- 2017 – När du inte längre hör mig
- 2017 – Flottarkärlek
- 2017 – Kumpaner
- 2018 – Titta vi flyger
- 2018 – Vargen
- 2019 – Broarna brinner
- 2019 – Snöar på oss
- 2020 – Ett liv värt att dö för
- 2020 – Vi som finns & de som försvann (con Peter LeMarc)
- 2020 – Landet i fjärran
- 2021 – Moln ovan mig
- 2021 – Längre nedåt floden/Jag har vandrat mina stigar
- 2022 – Alla för vem?
- 2022 – Den här stunden är vår (con Max John Avalon)
- 2022 – Vår plats i tiden
- 2023 – Hemstad
- 2023 – För vem ska jag vara rädd
- 2023 – Eden
- 2024 – Sand i glömd öken/Du gör det ändå
- 2024 – Siljans Strand/Midsommarvisa